# 高崎歯科衛生専門学校
高崎歯科衛生専門学校（たかさきしかえいせいせんもんがっこう）とは、群馬県高崎市にある専修学校。運営主体は学校法人未来学園。

## 教育理念
- Learning Together Thinking Together（共に学び、共に考える）

## 学科
- 歯科衛生学科　昼間女子3年制　定員50名

## 取得資格
- 歯科衛生士

## 所在地
- 群馬県高崎市大橋町160-1

## 交通
- JR信越線「北高崎駅」下車、徒歩約2分